# Cirina forda
papillon empereur pâle, défoliateur de karité
Espèce
Synonymes
- Imbrasia forda

Cirina forda, le papillon empereur pâle ou défoliateur de karité, est un « papillon de nuit » de la famille des Saturniidae et du genre Cirina décrit en 1849.

## Description
L'espèce a été décrite pour la première fois par John O. Westwood en 1849 sous le nom de Saturnia forda,. Walker en 1855, décrira la même espèce sous le nom de Perisomena semicaeca. Elle a aussi été appelée Imbrasia forda avant d'être classée dans le genre Cirina.
La larve de ce papillon peut causer entre 60 et 90% de la défoliation des arbres de Karité. On trouve ce papillon en Afrique de l'Ouest, notamment au Ghana, au Nigéria, au Zimbabwe, en République démocratique du Congo et en Afrique du Sud.

### Premiers stades
Les œufs sont de petite taille et blancs. Ils sont déposés en forme d’une grosse grappe solitaire pendue à l’extrémité des petites branches de l’arbre nourricier. L'éclosion se produit 30 à 34jours après la ponte. Au Nigeria, la grande majorité des œufs éclosent de mi-juin à septembre avec un pic à la mi-juillet .
Après un premier stade larvaire d'environ 12h au cours de laquelle les larves restent regroupées, elles se mettent ensuite  à la recherche de nourriture en se déplaçant sur une seule file. les larves de 4e stade sont capables d'émettre un liquide vert qui permettrait de repousser d'éventuels prédateurs. Au Bas-Congo, on trouve les larves de cette espèce de novembre à janvier alors qu'au Nigeria, on les trouve de mi-juin à septembre. La collection abusive et les feux de brousse pour éloigner les rongeurs nuisibles détruisent souvent les chrysalides présentes à la base des arbres.
Les larves se nourrissent de Vitellaria paradoxa (Karité). On trouve les chenilles en grand nombre sur chaque arbre. Ils peuvent provoquer une forte défoliation au Ghana et au Nigéria. En Afrique du Sud, la plante la plus consommée par Cirina forda est l'arbre Burkea africana. Les larves de Cirina forda du Bas Congo ne semblent se nourrir que  de Crossopteryx febrifuga.
Le stade larvaire a une durée de 42 à 50 jours. Ensuite, les larves, devenues pré-nymphes rejoignent le sol mou ou le sable à la base de la plante hôte et s'y enterrent pour le stade suivant : la nymphose.
Il faut environ 6 à 7 jours pour qu'elles développent la chrysalide et restent en diapause pendant neuf mois environ.

### Adultes

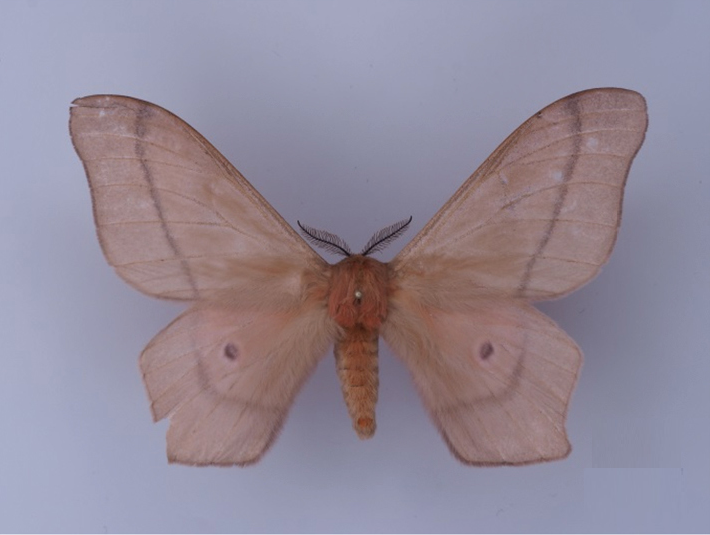
Adulte mâle

Au Nigeria, la mue imaginale se produit de la fin janvier à début août mais c'est surtout entre début mai et fin juin, avec un pic à la mi-mai que l'on peut apercevoir les papillons adultes apparaitre. La ponte se déroule sur une période assez large de février à la fin août avec toutefois une majorité de la ponte entre mai et fin juillet et un pic à la fin mois de mai.
Ces papillons ne vivent que 36 à 48h avec une moyenne à 39,7 heures à l'état adulte. Ce sont des papillons de nuit aussi ils ne sont actifs que durant la nuit de 23h jusqu'à 5h du matin. Leurs cycles de vie s'adaptent surtout par rapport au cycle de vie de leurs plantes nourricières, ainsi en fonction de celles-ci, la période d'émergence différera.
Les adultes sont de couleur brun crème pâle avec une petite tache plus foncée sur chaque aile postérieure mais sans véritables ocettes. Il n'y a qu'une génération par an.

### Prédateurs
Les papillons de l'espèce Cirina forda ont de nombreux prédateurs ou parasites s'attaquant à cette espèce aux différents stades de développement.
- Anastatus sp., un genre de guêpes s'attaquant spécifiquement aux œufs[9]
- Le Hérissonest aussi un des prédateurs des larves de Cirina forda[9]
- Corvus capensis, la corneille du Cap se nourrit aussi des larves[9]
- Oecophyla sp., les fourmis rouges de ce genre attaquent spécifiquement les larves[9]
- Opisthoncus polyphemus, ces araignées sauteuses, vivent dans la canopée de V. paradoxa et se nourrissent des larves, tout comme certaines araignées des familles Salticidae et Thomisidae[9]
- Hockeriopsis cirinae, parasite de larves de Cirina forda
- Gordius aquaticus, ver parasite[10]
- Hockeria crassa est une espèce de guêpe dont les larves parasite nymphes de Cirina forda[10],[9]
- Megaselia scalaris parasite des larves[10]
- Entedon sp., Hyménoptères dont les larves parasitent C. forda[11]
- Les sauriens du genre Agama font partie de ceux prédatant les papillons adultes[9]
- Trichoderma sp., Aspergillus niger, Aspergillus flavus, Fusarium solani sont des champignon parasites des larves de C. forda[11], de même que ceux des espèces Nomeraea rileya et Beauveria bassiana[9].
- Nuclear polyhedrosisvirus(NPV) et Granulosisvirusis (GV) sont deux types de virus retrouvés sur des larves infectées[9].

### Consommation
Les larves sont consommées (entomophagie) au Nigeria et leur commercialisation y a même été étudiée. A cette fin, plusieurs aspects de ces larves, telles que leur composition chimiques, composition en acides gras, et aspects toxicologiques ont donné lieu à des publications scientifiques.
Elles sont également très populaires comme nourriture à haute quantité de protéines dans la cuisine Congolaise, d’Afrique centrale et du sud. On enlève parfois leurs viscères avant de les faire cuire, notamment si elles ont consommé des feuilles toxiques.

## Sous-espèces
- Cirina forda subsp. amieti (Darge, 1975)
- Cirina forda subsp. cervina (Westwood, 1881)
- Cirina forda subsp. fordi (Tarboton, 1987)
- Cirina forda subsp. invenusta (Wallengren, 1860)
- Cirina forda subsp. patens (Boisduval, 1847)
- Cirina forda subsp. semicaeca (Walker, 1855)
- Cirina forda subsp. similis (Distant, 1897)
- Cirina forda subsp. venusta (Wallengren, 1860)

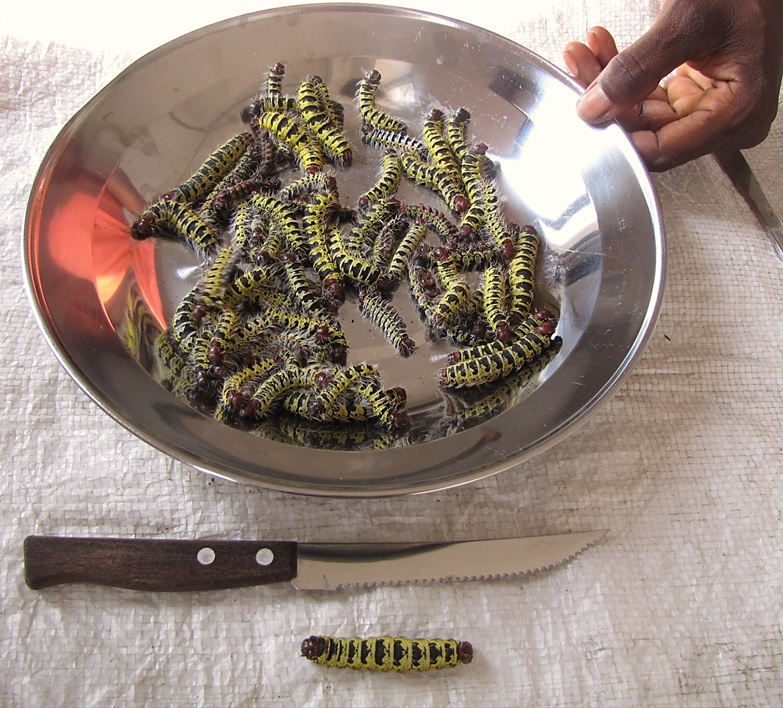
Ngala (Cirina forda) : une nourriture à haute teneur en protéines dans la cuisine congolaise.
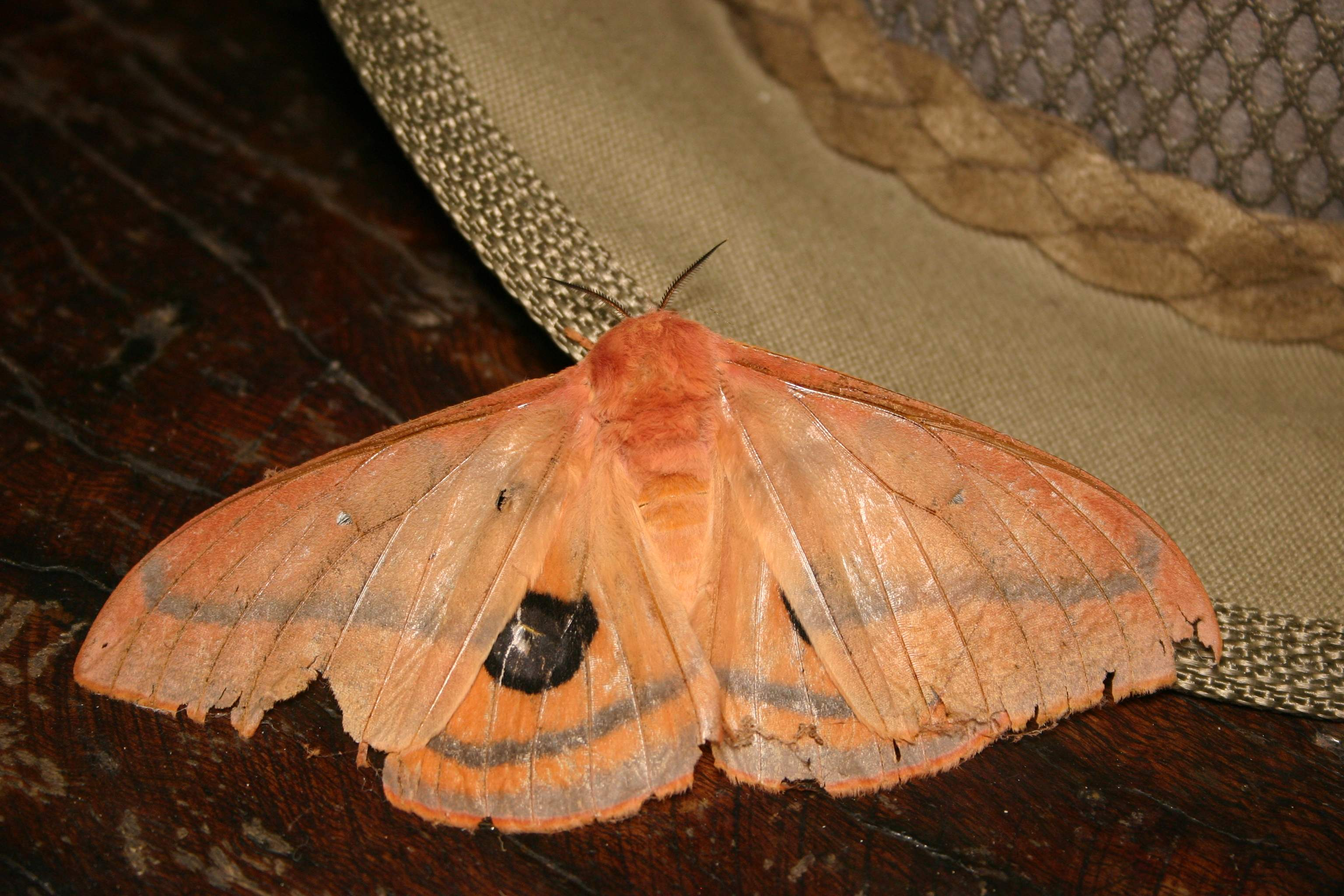
Cirina forda (=Imbrasia forda) papillon adulte, Hamerkop, Magaliesberg 15 Janvier 2011.
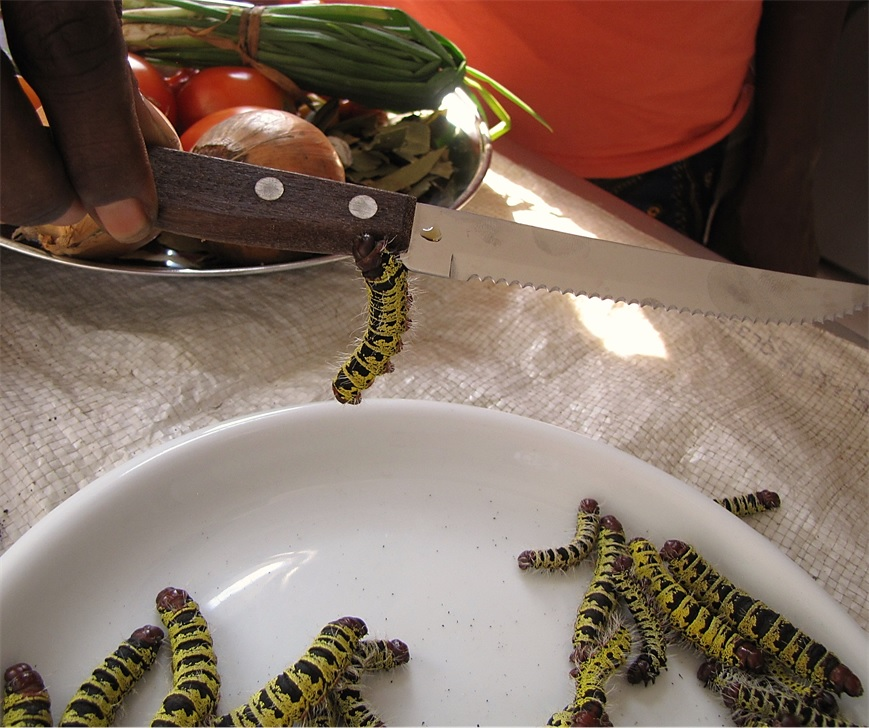
Ngala – (langue Kikongo), Imbrasia forda / Cirini forda – une espèce de chenilles comestibles du Bas-Congo, RD Congo.